# Куни, Фрэнк Генри
Фрэнк Генри Куни (англ. Frank Henry Cooney; 31 декабря 1872, Асфодель – Норвуд, Онтарио — 15 декабря 1935, Грейт-Фолс, Монтана) — канадско-американский политик, демократ. Занимал пост девятого губернатора Монтаны с 1933 по 1935 год.

## Биография
Куни родился в Норвуде, провинция Онтарио, Канада, получил образование в католических школах. Он бросил школу в возрасте четырнадцати лет и работал посыльным в продуктовом магазине, а затем некоторое время пытался работать со своим отцом в бизнесе.
Куни переехал в Бьютт, штат Монтана, в июле 1891 года и нашёл работу в продуктовом магазине. Затем он нашёл работу в оптовом отделе Davidson Grocery Company.
В 1894 году Фрэнк Куни и его брат Говард К. Куни основали фирму «Братья Куни». Позже она была зарегистрирована под названием Cooney Brokerage Company, и с самого начала имела успех. Компания продолжала расширяться за счет добавления животноводческих и сельскохозяйственных холдингов.
Фрэнк был государственным администратором округа Силвер-Боу, штат Монтана, с 1898 по 1900 год.
Куни был избран вице-губернатором в 1932 году и служил до 13 марта 1933 года, когда он принял на себя обязанности губернатора Джона Эдварда Эриксона, ушедшего в отставку. Куни назначил его на место сенатора Томаса Джеймса Уолша, после его кончины. Куни приписывают реформирование законов штата о спиртных напитках и создание программы сохранения водных ресурсов.
Фрэнк Генри Куни женился на Эмме Мэй Пойндекстер Куни 27 декабря 1899 года, и у пары родилось шестеро детей: Фрэнсис Х., Джон Филипп, Мэри Маргарет, Уолтер Пойндекстер и близнецы, Тайлер Томпсон и Вирджиния Элизабет.
Куни умер от сердечной недостаточности 15 декабря 1935 года, и его место занял вице-губернатор Элмер Холт. Похоронен на кладбище Святой Марии в Мизуле. Его внук, Майк Куни, занимал пост 36-го вице-губернатора Монтаны.